# Ірландське повстання (1798)
Ірландське повстання 1798 року (англ. The Irish Rebellion of 1798; ірл. Éirí Amach 1798; ольст.-шот. The Turn out, The Hurries), перші збройні виступи ірландців відбулися в травні 1798.
Після цього, французька Директорія, переговори з якою з приводу збройної підтримки повстання велися з 1796 роки, піддалася на вмовляння Уолфа Тона, глави «Об'єднаних ірландців», що жив тоді в Парижі. Директорія погодилася направити війська до Ірландії. Тон ж зі свого боку обіцяв усіляку підтримку військам з боку місцевих осередків «Об'єднаних ірландців».
22 серпня 1798 загін французької армії чисельністю в 1000 чоловік під командуванням Жана Юмбера був висаджений в Кіллале, графство Мейо. Теоретично це мав бути лише авангард французьких сил, однак з ряду причин французам так і не вдалося перекинути підкріплення на допомогу Юмберу. У підсумку посиливши свій загін місцевими добровольцями (після чого чисельність його військ склала за одними даними 2000 чоловік, а за іншими 6000 чоловік) Юмбер рушив на схід, до Дубліна. Вдало маневруючи, він зміг розбити загони британців, що перевершували їх за чисельністю, під Каслбар і захопити місто, який став столицею Республіки Коннахт проголошеної «Об'єднаними ірландцями». Президентом Республіки Коннахт став Джон Мур.
Однак відсутність ресурсів і кількісна перевага британських військ призвели до того що 8 вересня 1798 року в битві при Баллінамаку війська Юмбера були розбиті генералом Лейком. Жан Юмбер потрапив у полон до британців.